# Putris-Erdeule
Die Putris-Erdeule (Axylia putris), auch Gebüschflur-Bodeneule genannt, ist ein Schmetterling (Nachtfalter) aus der Familie der Eulenfalter (Noctuidae).

## Merkmale
Die Falter erreichen eine Flügelspannweite von 30 bis 40 Millimetern. Die Vorderflügel sind hell gelblich bis weißlich in der dorsalen Hälfte, dunkler braun in der ventralen Hälfte. Ein schwarzer bis brauner Strich erstreckt sich durch die Mitte des Vorderflügels vom Nierenmakel bis zu den Fransen. Die Nierenmakel sind braun. Die Hinterflügel sind weißlich mit einem braunen Rand. In der Ruhestellung sind die Flügel dicht angelegt und die Falter sehen aus wie ein Stück Holz.
Das Ei ist rundlich und hat eine abgeflachte Basis. Es misst 0,45 Millimeter in der Höhe und 0,6 bis 0,65 Millimeter im Durchmesser. Es ist nach der Eiablage zunächst gelblich, wird dann nach einigen Tagen rosafarben und dann cremefarben mit einer braunen Binde im subapikalen Bereich des Eis. Kurz vor dem Schlupf der Raupe ist das Ei dunkelgraubraun mit einem schwarzen Fleck im Apikalbereich. Es besitzt in den oberen beiden Dritteln der Oberfläche 33 bis 38 kräftige Längsrippen, von denen aber nur etwa 10 bis 11 bis zur Mikropylregion reichen. Sie werden von zahlreichen, feineren Querrippen gekreuzt.
Die Raupe ist grau, mit kleinen, schwarzen Punkten. Die Rückenlinie ist hell und auf dem dritten und vierten Segment zu einem Fleck vergrößert. Die Seitenstreifen sind weißlich, auch gelblich bis rötlich gefärbt. Der Kopf ist braun, der Nackenschild weist drei weiße Punkte auf.
Die Puppe ist hellbraun und verhältnismäßig gedrungen. Am Kremaster (Endspitze des Hinterleibes) sitzen zwei stark divergierende Borsten.

## Geographische Verbreitung und Lebensraum
Die Art kommt in fast ganz Europa vor, mit Ausnahme des mittleren und nördlichen Skandinavien, Nordrussland, dem äußersten Süden der Iberischen Halbinsel und Südgriechenland. Sie fehlt auch weitgehend auf den Mittelmeerinseln (mit Ausnahme von Korsika und Sizilien). Sie kommt außerdem in Marokko, in der Nordtürkei und im Kaukasusgebiet vor. Im Osten erstreckt sich das Verbreitungsgebiet über Sibirien bis in den russischen Fernen Osten, Nordchina, Korea und Japan.
Sie kommt in offenem und/oder kultiviertem Land vor. Die vertikale Verbreitung reicht vom Flachland bis ins Gebirge, in den Alpen bis auf etwa 1200 Meter Höhe. Die Art ist zwar weit verbreitet, aber selten häufig.

## Lebensweise
Die Putris-Erdeule bildet im Süden des Verbreitungsgebietes zwei sich etwas überlappende Generationen, deren Falter von Ende Mai bis Anfang September fliegen. Die zweite Generation ist im Norden jedoch selten und wenn, dann unvollständig ausgebildet. Im Süden von Deutschland tritt die zweite Generation fast regelmäßig auf. Die Falter sind nachtaktiv, kommen zum Licht und zum Köder. Die Eier werden in einlagigen Eispiegeln abgelegt und liegen dicht zusammen.
Die Raupe ist von Juni bis Oktober an verschiedenen krautigen Pflanzen, wie Rüben (Beta), Labkräuter (Galium), Gerste (Hordeum), Hornklee (Lotus), Schneckenklee (Medicago), Vogelknöteriche (Polygonum), Ampfer (Rumex), Roggen (Secale), Löwenzahn (Taraxacum), Klee (Trifolium), Weizen (Triticum), Brennnesseln (Urtica), Wicken (Vicia), Echte Zaunwinde (Convolvulus sepium) u. a. zu finden. Die Verpuppung erfolgt im Erdreich. Die Puppe überwintert auch.

## Gefährdung
Die Putris-Erdeule ist in Deutschland nicht gefährdet.